# Бистриця (притока Грону)
Бистриця (словац. Bystrica) — річка, права притока Грона, в окрузі Банська Бистриця.
Довжина — 22.9 км. 
Витік знаходиться в масиві Велика Фатра — на висоті приблизно 1260 метрів.
Впадає у Грон при місті Банська Бистриця на висоті 349 метрів.